# Romula

## Istoricul cercetărilor și descriere sitului
După ridicare așezării civile la rang de municipium din vremea lui Hadrian, Colonia Romulensium este atestată din vremea lui Filip Arabul, în anul 248 d.Hr., într-o inscripție  de când zidurile orașului au fost reconstruite manu militari. S-au folosit Bauvexillationen legiunii XXII Primigenia p. F. din Germania Superioară207 și VII Claudia p. F. din Moesia Superioară implicate fiind în războiul împotriva carpilor din anul 247 d.Hr. Cele trei presupuse fortificați militare romane sunt situate în centrul localității de astăzi, în trei puncte denumite convențional A, B, C: în sud-est „Dealul Morii”, „Biserica Veche” la N și „Cetatea” spre V; toate punctele sunt suprapuse de construcții moderne. Cercetarea din anii 1968-1976 a lui D. Tudor și Cr. M. Vladescu din castrul auxiliar B laturile egale de 100 m. 

## Dimensiuni
Castrul auxiliar A are un plan rectangular de 182 x 216 m și au putut fi delimitate două faze constructive. Prima aparține castrului de lemn și pământ ce prezintă un val de 7 m lățime și 1,85 m înălțime cu șanț a cărui deschidere are 6-7 m lățime și 2,5 m adâncime. A doua fază este construită în piatră cu un zid de cărămidă gros de 1,95 m ridicat în vremea lui Hadrian. Ultimul castru auxiliar este activ din epocă traianică până la mijlocului sec. III sau până când a fost abandonată provincia. Materialul tegular atestă aici prezența legio XI Claudia p. f., V Macedonica; legiunile VII Claudia Philippiana și XXII Primigenia Philippiana , numerus Syrorum Malvensium, cohors I Flavia Commagenorum; o unitate […]I SAG, încă apare pe un fragment de țiglă. 